# Alive (canção de P.O.D.)
Alive é o quarto single da banda cristã P.O.D.. A canção é a mais famosa do P.O.D., está presente no seu álbum de 2001 Satellite.

## Faixas

### Primeira Edição
1. Alive
2. Lie Down (Demo)
3. Sabbath*

- Faixa Bônus

### Segunda Edição
1. Alive (Versão do Álbum)
2. School of Hard Knocks (LP)
3. Lie Down (Demo-LP)
4. Alive (Vídeo)